# 薮口黒子
薮口 黒子（やぶくち くろこ）は、日本の漫画家。代表作に『ギミック!』、『軒猿』など。
かつては、ペンネームとして別名義の枝松 亜紀（えだまつ あき）も使用していた。

## 来歴
1993年、『デレク』が1993年11月期第105回ホップ☆ステップ賞にて佳作を受賞。
1994年、『NO BRAKE』が第48回手塚賞準入選。
その後、短期連載や数本の読切掲載を経て2005年に週刊ヤングジャンプ にて『ギミック!』を連載。
2011年よりスーパーダッシュ&ゴー!にて『ニーナとうさぎと魔法の戦車』（原作:兎月竜之介）、2012年より週刊ヤングジャンプにて『白雪姫と7人の囚人』をほぼ同時期に連載。

## 作品

### 連載
- THE FINAL DAY（『ホラーWOOPEE』1999年夏の号 - 2000年春の号） ※「枝松亜紀」名義
- 軍賊（『コミックリベル』、2001年Vol.1 - Vol.2）
- ギミック!（『週刊ヤングジャンプ』 2005年24号 - 2007年14号）原作:金成陽三郎、全9巻
- 軒猿（『月刊ヤングジャンプ』 2008年7月号 - 2010年8月号）、全5巻
- おおかみかくし〜滅紫の章〜（『月刊少年ライバル』2010年2月号 - 12月号）原作:コナミデジタルエンタテインメント
- 神☆ヴォイス（『月刊少年ライバル』2011年5月号 - 2012年1月号）原作:櫻井圭記/Team G.V.
- ニーナとうさぎと魔法の戦車（『スーパーダッシュ&ゴー!』 2011年創刊号 - 2013年4月号）原作:兎月竜之介、全3巻
- 白雪姫と7人の囚人（『週刊ヤングジャンプ』 2012年49号 - 2013年52号）、全5巻

### 読み切り
- NO BRAKE （『週刊少年ジャンプ増刊』1995年Winter Special）--- 第48回手塚賞準入選
- ダイナマイトヒート （『週刊少年ジャンプ増刊』1996年Spring Special）
- HANG MASTERS （『赤マルジャンプ』1997年SUMMER）
- 生田の怪（『恐怖の館DX』1998年5月号）※「枝松亜紀」名義
- WAR PIGS（『別冊ヤングジャンプ』1999年5/1増刊）--- 第235回月例ヤングジャンプ新人賞準入選
- 寅翁（『ヤングジャンプ増刊 漫革』1999年Vol.17）
- ガング・ホー WAR PIGSⅡ（『ヤングジャンプ増刊 漫革』1999年Vol.18）
- CHILDREN OF THE SEA（『ホラーWOOPEE』2000年夏の号） ※「枝松亜紀」名義
- デスロウ（『別冊ヤングジャンプ』2000年8/15増刊）
- チェーンスモーカー（『ヤングジャンプ増刊 漫革』2002年Vol.26）原作:諫山朗
- ギミック!（『週刊ヤングジャンプ』2005年1号-2号）原作:金成陽三郎
- 軒猿（『ヤングジャンプ増刊 漫革』2007年Vol.59）
- 軒猿（『週刊ヤングジャンプ』2007年34号）
- あいのやど（『ビジネスジャンプ増刊 BJ魂』2009年Vol.48）
- ニーナとうさぎと魔法の戦車（『ジャンプSQ付録小冊子』2011年5.6月合併号-8月号）
- 白雪姫と7人の囚人（『週刊ヤングジャンプ』2011年51号）
- とろトロ（『ミラクルジャンプ』No.6、2011年）
- WAR PIGS（『ミラクルジャンプ』2014年5月号）

### その他参加作品など
- ホップ★ステップ賞SELECTION 14巻（1995年、集英社）「デレク」「Slayers」掲載
- めざせ漫画家!手塚・赤塚賞受賞作品集 15巻（1995年、集英社）「NO BRAKE」掲載
- 銀河特攻隊奇襲せり（2001年、学研パブリッシング ）
- 鋼鉄の戦乙女 太平洋傑作戦記短編集（2002年、学研パブリッシング）原作:中里融司
- 背筋の凍る話（暗闇のエレベーター）2003年、リイド社）原作:桜金造
- 太平洋航空戦記（2007年、学研パブリッシング）
- 海軍航空隊戦記（2009年、学研パブリッシング）
- 日本本土防空戦（2009年、学研パブリッシング）「月光一閃」掲載
- 服部半蔵（週刊新マンガ日本史 21号、朝日新聞出版、2011年）

### イラスト
- おきらく戦国まんが直江兼続と愉快な仲間たち（マイクロマガジン社、2009年）※表紙イラスト
- つながりで覚える 日本史Bの最重要講義［近・現代　明治編]（中経出版、2012年）※表紙イラスト
- つながりで覚える 日本史Bの最重要講義［近・現代　大正～現代編]（中経出版、2012年）※表紙イラスト